# Pentacalia vaccinioides
El chitón (Pentacalia vaccinioides) es una especie de arbusto de la familia Asteraceae, nativa de los Andes, que se encuentra en Colombia, Ecuador y Venezuela, entre los 2.600 y 4.700 m de altitud. En la región de Popayán se llama también yerba del páramo.

## Descripción
Alcanza entre 0,5 y 5 m de altura, muy ramificado; ramas frecuentemente fasciculadas, cilíndricas, totalmente glabras o pubérulas en el ápice, la base cubierta de cicatrices dejadas por las hojas al caerse. Hojas alternas, sésiles o con pecíolos no claramente diferenciados de la lámina foliar; lámina de 17 a 50 mm de longitud por 5 a 16 mm de anchura, coriácea, cuneado-oblonga, cuspidada y subpungente en el ápice, base un poco angostada, margen entero, lámina uninervia y glabra.
Inflorescencia en corimbos terminales simples; capítulos de 8 a 10 mm de longitud y 6 a 9 mm de anchura; involucro de 5 a 8 mm de longitud, acampanado. Flores hermafroditas; corola de 6,5 mm de longitud, de color amarillo, tubulosa, con limbo ensanchado y pentadentado, glabra; anteras exsertas, cortamente sagitadas en la base, apéndice conectival oblongo; ramas del estilo truncadas. Aquenios de 2 mm de longitud, cilíndricos, glabros. Papo de 5mm de longitud, con pelos blancos.

## Usos
La medicina tradicional le atribuye propiedades como antiparasitario. En laboratorio, se ha comprobado la presencia en sus hojas de  altas cantidades de cumarinas y esteroles, de manera que pueden ser ampliamente utilizadas en la industria farmacéutica para fabricar medicamentos  antiespasmódicos, vasodilatadores  de las  coronarias, antiinflamatorios,  antibacterianos,  antipiréticos, analgésicos  anticoagulantes y anticonceptivos.